# Epibrassonitis
× Epibrassonitis, (abreviado Epbns) en el comercio, es un híbrido intergenérico entre los géneros de orquídeas Brassavola × Epidendrum × Sophronitis. Fue publicado en Orchid Rev. 85(1004) cppo: 10 (1977).